# Épreuve d'artiste
L'épreuve d'artiste ne doit pas être confondue avec l'épreuve ou tirage d'état, ni avec le bon à tirer.

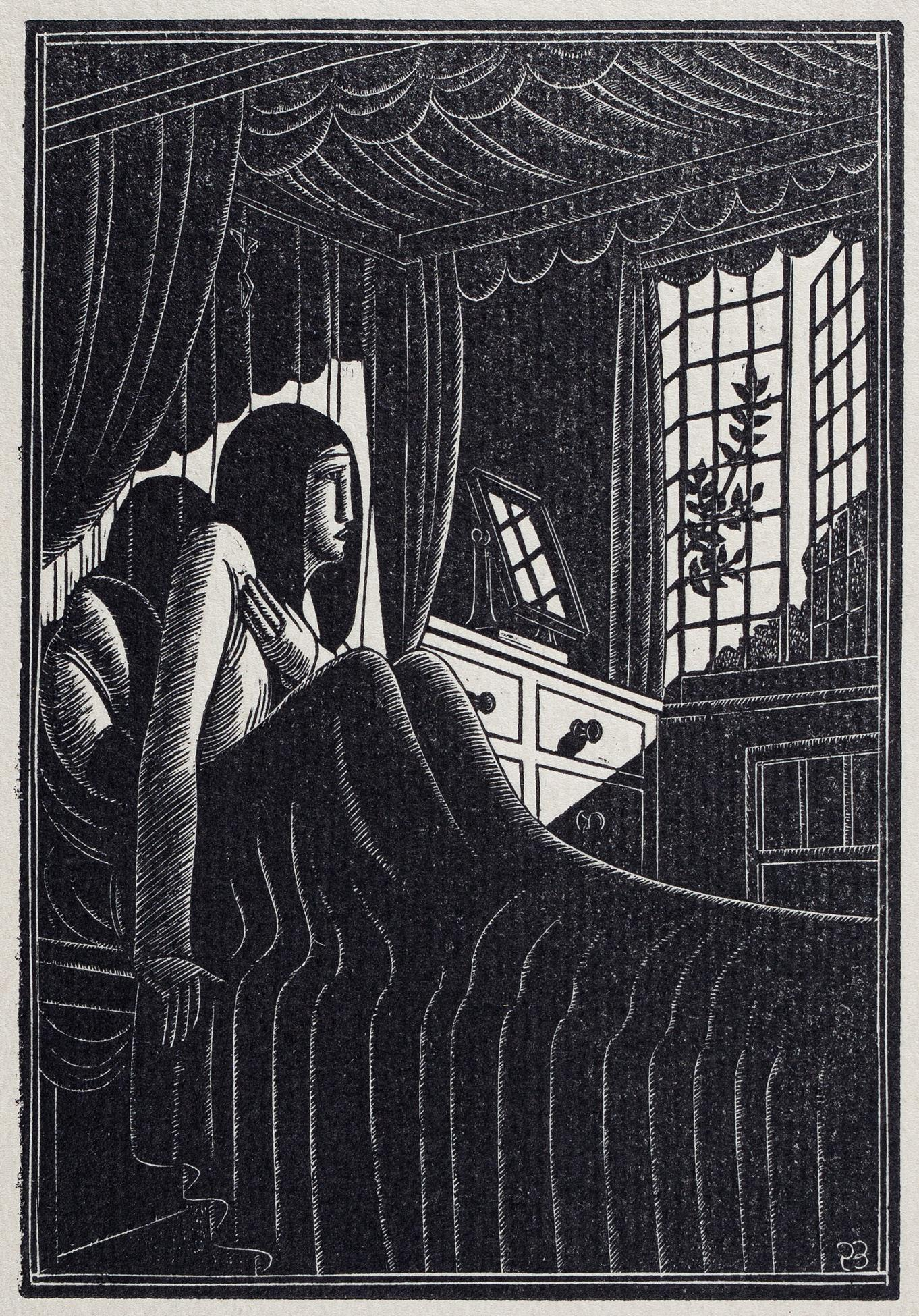
Eric Gill, Autumn Midnigth (1923), estampe destinée originellement à un frontispice.

L'épreuve d'artiste est une estampe réalisée en supplément du tirage courant numéroté. Ces impressions, hors numérotation, sont réservées à l'usage de l'artiste. 
Lorsqu'il est procédé à l'impression d'une estampe, l'artiste convient d'un nombre d'épreuves à imprimer, qui sont habituellement numérotées en chiffres arabes et signées à la main. En sus de ce tirage, l'artiste peut réaliser quelques impressions supplémentaires pour son usage propre. Pour les distinguer du tirage courant, il convient d'indiquer la mention « E. A. » ou « Épreuve d'artiste ». Les épreuves d'artiste peuvent être numérotées en chiffres romains. Elles sont également signées.
Par convention, l'artiste n'est pas censé vendre les épreuves d'artiste, qu'il conserve pour ses archives ou qu'il offre à des proches. Il arrive cependant d'en trouver sur le marché de l'art.